# Olof Engström
Olof Engström, född 1943, är teknologie doktor i fasta tillståndets fysik och professor i fasta tillståndets elektronik. Han invaldes 1988 som ledamot av Ingenjörsvetenskapsakademien. Engström mottog år 1999 Ångpanneföreningens forskningsstiftelses pris för kunskapsspridning och har tilldelats 2010 års Chalmersmedalj.
Sedan 1993 är han utländsk ledamot av Finska Vetenskaps-Societeten.